# Erysimum suffrutescens
Erysimum suffrutescens là một loài thực vật có hoa trong họ Cải. Loài này được (Abrams) Rossbach mô tả khoa học đầu tiên năm 1958.